# Лисенко Євген Вадимович
Євген Вадимович Лисенко (8 липня 1994, с. Ротмистрівка, Черкаський район, Черкаська область, Україна — 9 березня 2022, поблизу м. Житомира, Україна) — український військовий льотчик 2 класу, майор, учасник російсько-української війни, що героїчно загинув під час російського вторгнення в Україну. Герой України (2023).

## Життєпис
Народився 8 липня 1994 року в селі Ротмистрівка Черкаського району Черкаської області.
Випускник Київського військового ліцею ім. І. Богуна 2011 року.
Закінчив ХНУПС імені Івана Кожедуба. Військову службу проходив у 204-й Севастопольській бригаді тактичної авіації імені Олександра Покришкіна.
9 березня 2022 року керував винищувачем МіГ-29 і в бою з двома російськими літаками поблизу м. Житомира встиг збити один із них, але о 19:40 був збитий ворожими системами протиповітряної оборони. Похований 12 березня 2022 року в рідному селі.

## Нагороди
- звання Герой України з удостоєнням ордена «Золота Зірка» (8 липня 2023, посмертно) — за особисту мужність і героїзм, виявлені у захисті державного суверенітету та територіальної цілісності України, самовіддане служіння Українському народові[3].
- орден Богдана Хмельницького III ступеня (22 березня 2022, посмертно) — за особисту мужність під час виконання бойових завдань, самовіддані дії, виявлені у захисті державного суверенітету та територіальної цілісності України, вірність військовій присязі.[4]

## Вшанування пам'яті
30 серпня 2022 року, Повітряні сили Збройних Сил України продемонстрували відео бойової роботи винищувача МіГ-29, яке зняв пілот ЗС України, присвятивши це відео своєму полеглому побратиму Євгену Лисенку, який героїчно загинув у повітряному бою з російськими окупантами.